# Luc Mares
Luc Katja Anne Mares (Maastricht, 3 oktober 1996) is een Nederlands voetballer die doorgaans speelt als centrale verdediger. In februari 2024 verruilde hij IK Start voor Hamarkameratene.

## Clubcarrière
Mares begon met voetballen bij VV RVU, maar in 2007 maakte hij de overstap naar Fortuna Sittard. Op 7 augustus 2015 debuteerde de middenvelder voor het eerste elftal van Fortuna, toen met 2–2 gelijkgespeeld werd op bezoek bij FC Den Bosch. Mares mocht van coach Peter van Vossen in de basis beginnen en hij vormde een middenveld met Jordie Briels en Jordy ter Borgh. Hij speelde de volledige negentig minuten mee. Op 22 augustus 2016 kwam Mares voor het eerst tot scoren. Op bezoek bij Jong Ajax stond Fortuna met 2–0 achter door treffers van Abdelhak Nouri en Pelle Clement, maar een kwartier voor tijd kopte de verdediger de bal uit een hoekschop achter doelman Norbert Alblas. Aan het einde van het seizoen 2016/17 werd zijn verbintenis niet verlengd en hierop verliet hij de club.
In januari 2018 sloot hij zich tot het einde van het seizoen 2017/18 op amateurbasis aan bij MVV Maastricht. Van de twintig wedstrijden die sinds zijn komst werden gespeeld, was Mares in negentien actief, telkens als basisspeler. Hierop werd zijn verbintenis met één seizoen verlengd tot medio 2019. Later werden nog twee seizoenen toegevoegd aan het contract van Mares. Aan het einde van het seizoen 2020/21 kreeg hij nog een verlenging voorgeschoteld door MVV, maar hij besloot de club te verlaten. Hierop tekende de verdediger voor anderhalf seizoen bij IK Start. In oktober 2022 werd zijn verbintenis opengebroken en verlengd tot eind 2026. In februari 2024 maakte Mares de overstap naar Hamarkameratene.

## Clubstatistieken
| Seizoen | Club            | Competitie     | Competitie | Competitie | Beker | Beker | Internationaal | Internationaal | Nacompetitie | Nacompetitie | Totaal | Totaal |
| Seizoen | Club            | Competitie     | Wed.       | Dlp.       | Wed.  | Dlp.  | Wed.           | Dlp.           | Wed.         | Dlp.         | Wed.   | Dlp.   |
| ------- | --------------- | -------------- | ---------- | ---------- | ----- | ----- | -------------- | -------------- | ------------ | ------------ | ------ | ------ |
| 2015/16 | Fortuna Sittard | Eerste divisie | 30         | 0          | 1     | 0     | —              | —              | —            | —            | 31     | 0      |
| 2016/17 | Fortuna Sittard | Eerste divisie | 24         | 1          | 1     | 0     | —              | —              | —            | —            | 25     | 1      |
| 2017/18 | MVV Maastricht  | Eerste divisie | 18         | 0          | 0     | 0     | —              | —              | 1            | 0            | 19     | 0      |
| 2018/19 | MVV Maastricht  | Eerste divisie | 36         | 3          | 1     | 0     | —              | —              | —            | —            | 37     | 3      |
| 2019/20 | MVV Maastricht  | Eerste divisie | 28         | 3          | 0     | 0     | —              | —              | —            | —            | 28     | 3      |
| 2020/21 | MVV Maastricht  | Eerste divisie | 36         | 2          | 1     | 0     | —              | —              | —            | —            | 22     | 2      |
| 2021    | IK Start        | 1. divisjon    | 15         | 0          | 1     | 0     | —              | —              | —            | —            | 16     | 0      |
| 2022    | IK Start        | 1. divisjon    | 31         | 0          | 2     | 0     | —              | —              | —            | —            | 33     | 0      |
| 2023    | IK Start        | 1. divisjon    | 30         | 6          | 2     | 0     | —              | —              | —            | —            | 32     | 6      |
| 2024    | Hamarkameratene | Eliteserien    | 30         | 1          | 2     | 1     | —              | —              | —            | —            | 32     | 2      |
| 2025    | Hamarkameratene | Eliteserien    | 2          | 0          | 0     | 0     | —              | —              | —            | —            | 2      | 0      |
| Totaal  | Totaal          | Totaal         | 280        | 16         | 11    | 1     | 0              | 0              | 1            | 0            | 292    | 17     |

Bijgewerkt op 30 april 2025.